# †Problematica
Problematica é um filo de Animais proposto por Sepkoski em 2002. O filo abrange uma grande variedade de animais marinhos extintos que apareceram no Período Neoproterozóico. Apesar de terem um filo próprio, Problematica continua sendo um grupo misterioso que não possuem muitas informações.

## História do Grupo
Os cientistas agruparam os registros fósseis de gêneros de animais marinhos em grupos definidos por função e fisiologia. A coerência estratigráfica da história da diversidade resultante indica a importância da estrutura ecológica na restrição da riqueza taxonômica ao longo do tempo. A representação proporcional dos principais grupos funcionais foi mantida de forma estável por intervalos de até 200 milhões de anos, apesar da rotação evolutiva e das mudanças na diversidade total. As primeiras radiações do Paleozóico estabeleceram relações ecossistêmicas estáveis e, posteriormente, apenas as grandes extinções em massa que marcaram a era foram capazes de quebrar os padrões de incumbência, permitindo o surgimento de novas estruturas comunitárias com relações distintas de diversidade proporcional.
Os fósseis fornecem informações sobre a evolução da morfologia e função animal, enquanto compilações de dados bio-estratigráficos nos permitem explorar a história da diversidade biológica. Surpreendentemente, dadas as ricas possibilidades interpretativas, as tentativas de integrar função e diversidade ao longo do tempo têm sido limitadas, especialmente em estudos de faunas inteiras.
Existe um amplo consenso sobre a trajetória geral da diversidade de animais marinhos Fanerozóicos. Este padrão é mais famoso na compilação de Sepkoski sobre a diversidade de famílias marinhas ao longo do tempo, mas é igualmente claro em nossa tabulação de seus dados sobre gêneros marinhos. Após várias fases de diversificação abrangendo o último Proterozóico até o Ordoviciano Médio, a riqueza taxonômica de animais marinhos preservados flutuou, mas não exibiu nenhuma tendência secular de aumento ou diminuição, durante os próximos 200 milhões de anos. Após a catastrófica extinção do final do Permiano, a diversidade marinha aumentou quase continuamente durante mais de 200 milhões de anos, apenas com retrocessos transitórios.

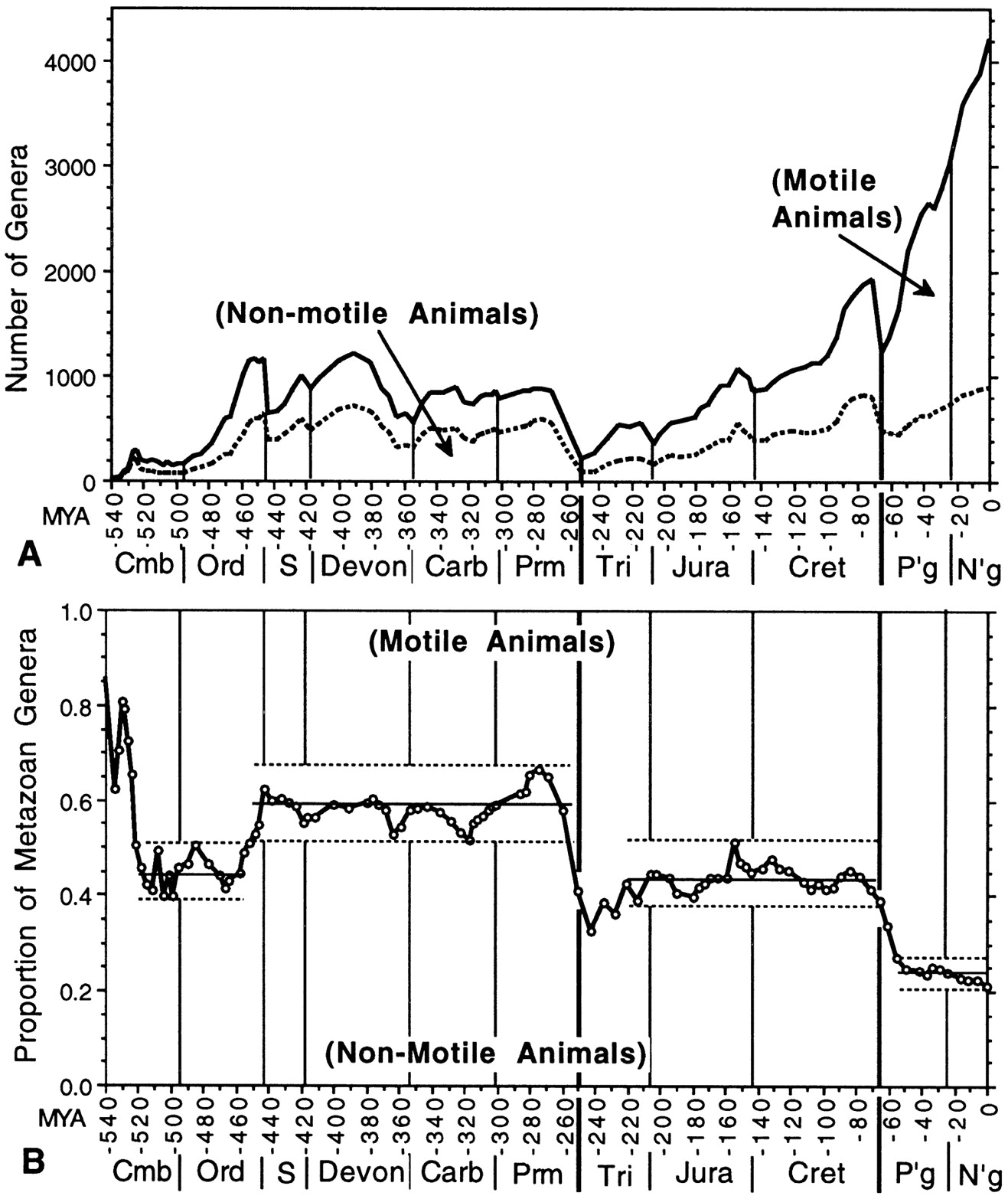
A imagem acima mostra o período aproximado em que os animais não podiam se mover (Non-Motile Animals) e o período aproximado em que os animais podiam se mover (Motile Animals)

Numa tentativa pioneira de identificar a subestrutura neste registo de diversidade, Sepkoski realizou uma análise factorial sobre o número de famílias dentro das classes para identificar as classes que mais contribuíram para a diversidade total em diferentes momentos. Os primeiros três fatores agruparam as classes de animais marinhos em três suítes faunísticas (denominadas “faunas evolutivas” por Sepkoski) que dominaram sucessivamente o reino marinho ao longo dos últimos 543 milhões de anos. Nenhum critério biológico foi utilizado para agrupar táxons a priori, e o único atributo biológico unificador sugerido pelo estudo foi um nível semelhante de volatilidade evolutiva entre os membros de cada fauna. Sepkoski utilizou esta ideia para modelar a dinâmica da sucessão faunística, utilizando equações logísticas acopladas emprestadas da biologia populacional, com os pressupostos de que cada fauna tinha uma taxa intrínseca de origem e uma variação dependente da diversidade na taxa de extinção. Nessa análise, a sucessão faunística emergiu como uma consequência inevitável da taxa de natalidade taxonômica e nada mais; as extinções em massa perturbaram a diversidade, mas não tiveram efeito no destino final de cada fauna evolutiva.

## Agrupamento Morfológico
Os cientistas conduziram duas análises baseadas em características de morfologia funcional e fisiologia de organismos adultos que podem ser inferidas de forma confiável a partir de restos fósseis. Para a análise morfológica/funcional, eles (os cientistas) agruparam a maioria dos táxons de metazoários como organismos passivos (não móveis) ou ativos (móveis). Organismos passivos são bentos sedentários ou plâncton não nadador. Organismos ativos incluem todos os táxons capazes de locomoção independente e regular, por qualquer meio. Alguns deles podem permanecer inativos por longos períodos (bivalves que escavam profundamente, por exemplo), mas todos podem se mover se forem perturbados. A atribuição de táxons a esses grupos é geralmente simples. Não vasculhamos as listas de gêneros em busca de exceções dentro das subdivisões taxonômicas escolhidas, mas essas exceções constituem uma fração minúscula do total. Mais de 95% dos gêneros de metazoários marinhos no banco de dados Sepkoski estão incluídos em nossa tabulação.

## Agrupamento Fisiológico e Anatômico
Em pesquisas anteriores, Knoll e outros cientistas propuseram e procuraram testar um novo mecanismo de morte para a extinção em massa do final do Permiano. O mecanismo de morte, hipotetizado em bases geológicas, foi o aumento catastrófico de CO2 (resultando em hipercapnia). A plausibilidade deste mecanismo foi testada dividindo o conjunto de gêneros marinhos vivos no Permiano em dois grupos com base em atributos de anatomia e fisiologia nos animais adultos que poderiam ser inferidos de forma confiável a partir de fósseis. O Grupo I consistia de animais caracterizados por baixas taxas de metabolismo, circulação interna limitada, trocas gasosas em superfícies corporais pouco diferenciadas ou indiferenciadas e investimento maciço em esqueletos de CaCO3 – características que se espera aumentarem a vulnerabilidade ao estresse hipercápnico. Dos gêneros do Grupo I presentes no Permiano Superior, 79% desapareceram na fronteira P-Tr. Em contraste, o Grupo II compreendia animais que se esperava serem menos vulneráveis à hipercapnia, animais caracterizados por uma procura metabólica relativamente elevada, brânquias e sistemas circulatórios bem desenvolvidos que auxiliam na regulação fisiológica, e esqueletos limitados em massa ou feitos de materiais diferentes do CaCO3. O Grupo II perdeu apenas 27% de seus gêneros no final do Período Permiano.
A forte seletividade da extinção em massa do final do Permiano pode não ter sido relacionada igualmente a cada um dos atributos fisiológicos e anatômicos que diferenciam os dois grupos. Nem é provável que o stress de CO2 tenha sido crônico durante todo o Fanerozóico. No entanto, os Grupos I e II identificam conjuntos distintos e biologicamente coerentes de animais com base em respostas fisiológicas a certos tipos de perturbação ambiental. Os animais do Grupo I podem ser considerados sistemas abertos, vulneráveis ou “não protegidos” contra uma série de stresses fisiológicos quimicamente relacionados. Em contraste, aqueles do Grupo II compreendem sistemas fechados, fisiologicamente “tamponados”, que se espera serem menos vulneráveis ao insulto químico ambiental. Combinamos todos os táxons fósseis com os mesmos conjuntos de características e mapeamos suas histórias de diversidade no Fanerozóico. Os táxons para os quais não podemos fazer uma interpretação fisiológica confiável porque os representantes vivos são poucos ou ausentes foram agrupados separadamente.